# Dmitri Lomakin
Dmitri Lomakin (* 25. Februar 1976) ist ein ehemaliger kasachischer Gewichtheber.

## Karriere
Lomakin belegte bei den Weltmeisterschaften 1995 Platz 23 in der Klasse bis 64 kg. Bei den Asienspielen 1998 gewann er die Silbermedaille in der Klasse bis 62 kg. 1999 wurde er bei den Weltmeisterschaften 18. Bei den Asienmeisterschaften 2000 wurde Fünfter. Außerdem nahm er an den Olympischen Spielen 2000 in Sydney teil, bei denen er den 13. Platz erreichte. 2003 wurde er bei den Asienmeisterschaften Sechster. Im selben Jahr wurde er wegen eines Dopingverstoßes bis 2005 gesperrt.